# ОАЭ на летних Олимпийских играх 1988
Объединённые Арабские Эмираты принимали участие в Летних Олимпийских играх 1988 года в Сеуле (Республика Корея) во второй раз за свою историю, но не завоевали ни одной медали.
15 спортсменов (только мужчины) соревновались в 2 видах спорта: плавание и велоспорт.
Самым юным участником сборной был 16-летний пловец Обейд Аль Румаити, самым старшим — 22-летний пловец Ахмед Фараг. Знаменосцем сборной на церемонии открытия Игр был велогонщик Султан Халифа.

## Велоспорт

### Шоссейная гонка (мужчины)
- Султан Халифа (سلطان خليفة) — 4:44:37 (→ 101 место в индивидуальном зачёте),
- Исса Мохамед — не финишировал
- Халифа Бин Омар — не финишировал

### Командная гонка на время (мужчины)
Велогонщики Султан Халифа, Али Аль-Абед, Али Хаяз, Нахи Сайед показали время 2:26:11.3 что позволило им занять в итоге предпоследнее 29 место.

## Плавание
Арабские пловцы участвовали в трёх командных эстафетах:
- 4 × 200 метров вольным стилем, где они показали время 9:01,03 и в итоге заняли последнее 14 место.
- 4 × 100 метров вольным стилем, где они заняли последнее 19 место.
- 4 × 100 метров комбинированная, где они заняли последнее 25 место.

Обейд Аль Румаити (عبيد الرميثي):
- 100 метров брассом — 60 место
- 200 метров брассом — 52 место
- эстафета 4х100 метров комбинированная — 25 место

Ахмед Фараг (احمد فرج):
- 50 метров вольным стилем — 63 место
- 100 метров вольным стилем — 73 место
- 200 метров вольным стилем — 62 место
- эстафета 4х100 метров вольным стилем — 19 место
- эстафета 4х200 метров вольным стилем — 14 место
- эстафета 4х100 метров комбинированная — 25 место

Мохаммед Абдулла (محمد عبدالله)
- эстафета 4х100 метров вольным стилем — 19 место
- эстафета 4х200 метров вольным стилем — 14 место
- 100 метров брассом — 49 место
- 200 метров брассом — 39 место
- 200 метров комплекс, индивидуальный зачёт — 55 место
- эстафета 4х100 метров комбинированная — 25 место

Мухаммад бин Абед (محمد بن عابد)
- 100 метров брассом — 51 место
- 200 метров брассом — 40 место

- 100 метров вольным стилем — 72 место
- 200 метров вольным стилем — 61 место
- 400 метров вольным стилем — 49 место
- 100 метров баттерфляем — 49 место
- эстафета 4х100 метров вольным стилем — 19 место
- эстафета 4х200 метров вольным стилем — 14 место
- эстафета 4х100 метров комбинированная — 25 место
- 200 метров комплекс — 53 место